# Reina Reech
Reina Reech (Vienna, 19 febbraio 1958) è un'attrice, ballerina e cantante austriaca naturalizzata argentina.
Nel 1984 compare nel personaggio di Zully nella telenovela Amo y Señor (in italiano tradotto e messo in onda con vari titoli: Signore e padrone; Vittoria d'amore o Vittoria con Luisa Kuliok ed Arnaldo André che fu la novela più vista in tv in quegli anni. È nel cast di Son amores del 2002.
È stata la doppiatrice ispanofona di Glenn Close-Crudelia De Mon ne La carica dei 102 - Un nuovo colpo di coda (2000). Come cantante si segnala Yo soy Cruella de Vil, sempre dedicato alla saga dei dalmata.